# Vic-sur-Seille
Vic-sur-Seille (hist. Wich) – miejscowość i gmina we Francji, w regionie Grand Est, w departamencie Mozela.
Według danych na rok 1990 gminę zamieszkiwało 1397 osób, a gęstość zaludnienia wynosiła 72 osób/km² (wśród 2335 gmin Lotaryngii Vic-sur-Seille plasuje się na 285. miejscu pod względem liczby ludności, natomiast pod względem powierzchni na miejscu 189).

## Muzea

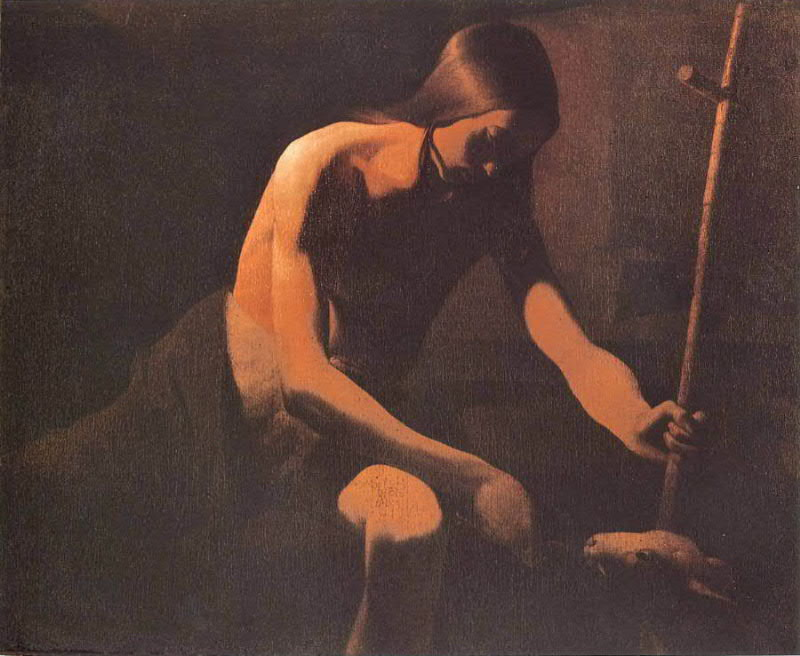
Georges de La Tour - "Święty Sebastian na Pustyni"

Muzeum departamentalne „Musée Georges de La Tour” działa od 2002 roku. Mieści się w XVIII-wiecznym domu mieszczańskim przekształconym w muzeum (projekt Vincent Brossy).  Mieści kolekcję małych i średnich obrazów od XV do XIX wieku (około stu pozycji) głównie Georges’a de La Tour oraz francuskiego malarstwa XVII - XIX wieku (Le Brun, Blanchard, Stella, Valenciennes, Corot) a także zbiorów historycznych związanych z Vic-sur-Seille. W muzeum zobaczyć można obraz mistrza Georges’a de La Tour: Święty Jan Chrzciciel na pustyni.